# Haag am Hausruck
Haag am Hausruck es una localidad ubicada en el distrito de Grieskirchen, en el estado de Alta Austria, Austria. Tiene una población estimada, a principios del año 2021, de 2201 habitantes.
Está ubicada en la zona centro-oeste del estado, a poca distancia al sur del río Danubio y al oeste de Linz —la capital del estado—.